# Memorial Cup 2011
Der Memorial Cup 2011 war die 93. Ausgabe des gleichnamigen Turniers. Teilnehmende Mannschaften waren als Meister ihrer jeweiligen Ligen die Owen Sound Attack (Ontario Hockey League), die Saint John Sea Dogs (Québec Major Junior Hockey League), die Kootenay Ice (Western Hockey League) und, als Gastgeber automatisch qualifiziert, die Mississauga St. Michael’s Majors (Ontario Hockey League). Das Turnier fand vom 20. bis 29. Mai im Hershey Centre in Mississauga, Ontario statt. Die Saint John Sea Dogs gewannen nach einem Finalsieg gegen die gastgebende Mannschaft Mississauga St. Michael’s Majors ihren ersten Memorial Cup.

## Ergebnisse

### Gruppenphase
| 20. Mai 2011 19:30 Uhr | Saint John Sea Dogs Tomáš Jurčo (1:44) Jonathan Huberdeau (17:35) Michael Kirkpatrick (26:58) Nathan Beaulieu (48:00) | 4:3 (2:2, 1:0, 1:1) Spielbericht | Mississauga St. Michael’s Majors Casey Cizikas (7:07) Devante Smith-Pelly (13:55) Casey Cizikas (48:33) | Hershey Centre, Mississauga Zuschauer: 5.429 |

| 21. Mai 2011 19:15 Uhr | Owen Sound Attack Rob Mignardi (16:49) Roman Berdnikow (23:30) Rob Mignardi (42:29) Andrew Fritsch (46:23) Garrett Wilson (47:27) | 5:0 (1:0, 1:0, 3:0) Spielbericht | Kootenay Ice | Hershey Center, Mississauga Zuschauer: 5.429 |

| 22. Mai 2011 19:15 Uhr | Mississauga St. Michael’s Majors Maxim Kizyn (9:18) Rob Flick (51:51) | 2:1 (1:1, 0:0, 1:0) Spielbericht | Kootenay Ice Cody Eakin (7:55) | Hershey Centre, Mississauga Zuschauer: 5.429 |

| 23. Mai 2011 19:15 Uhr | Owen Sound Attack Matt Petgrave (6:36) Andrew Shaw (14:23) | 2:3 n. V. (2:0, 0:1, 0:1, 0:1) Spielbericht | Saint John Sea Dogs Stanislaw Galijew (33:49) Tomáš Jurčo (56:33) Jonathan Huberdeau (77:35) | Hershey Centre, Mississauga Zuschauer: 5.429 |

| 24. Mai 2011 19:00 Uhr | Kootenay Ice Drew Czerwonka (33:13) Kevin King (35:10) Jesse Ismond (40:23) Matt Fraser (47:19) Matt Fraser (63:55) | 5:4 n. V. (0:0, 2:2, 2:2, 1:0) Spielbericht | Saint John Sea Dogs Ryan Tesink (21:26) Tomáš Jurčo (25:33) Kevin Gagné (42:10) Tomáš Jurčo (59:45) | Hershey Centre, Mississauga Zuschauer: 5.429 |

| 25. Mai 2011 19:00 Uhr | Mississauga St. Michael’s Majors Jordan Mayer (8:01) Rob Flick (38:24) Justin Shugg (59:25) | 3:1 (1:0, 1:1, 1:0) Spielbericht | Owen Sound Attack Andrew Shaw (28:00) | Hershey Centre, Mississauga Zuschauer: 5.429 |

#### Abschlusstabelle
| Pl. |                                                                     | Sp. | S | N | Pkt. | Tore  | Diff. |
| --- | ------------------------------------------------------------------- | --- | - | - | ---- | ----- | ----- |
| 1.  | Saint John Sea Dogs (Québec Major Junior Hockey League)             | 3   | 2 | 1 | 4    | 11:10 | +1    |
| 2.  | Mississauga St. Michael’s Majors (Gastgeber; Ontario Hockey League) | 3   | 2 | 1 | 4    | 08:06 | +2    |
| 3.  | Owen Sound Attack (Ontario Hockey League)                           | 3   | 1 | 2 | 2    | 08:06 | +2    |
| 4.  | Kootenay Ice (Western Hockey League)                                | 3   | 1 | 2 | 2    | 06:11 | −5    |

Abkürzungen: Pl. = Platz, Sp. = Spiele, S = Siege, N = Niederlagen, Pkt. = Punkte, Diff. = Tordifferenz

Erläuterungen: Qualifiziert für das Finale, Qualifiziert für das Halbfinale, Qualifikationsspiel um den zweiten Halbfinal-Platz

### Qualifikationsspiel
| 26. Mai 2011 19:00 Uhr | Kootenay Ice Erik Benoit (27:48) Joe Antilla (28:01) Matt Fraser (31:14) Matt Fraser (41:13) Cody Eakin (43:24) Max Reinhart (44:59) Cody Eakin (57:28) | 7:3 (0:2, 3:0, 4:1) Spielbericht | Owen Sound Attack Cameron Brace (7:12) Jarrod Maidens (18:45) Mike Halmo (45:37) | Hershey Centre, Mississauga Zuschauer: 4.916 |

### Halbfinale
| 27. Mai 2011 19:00 Uhr | Kootenay Ice Joe Antilla (39:59) | 1:3 (0:1, 1:1, 0:1) Spielbericht | Mississauga St. Michael’s Majors Devante Smith-Pelly (1:03) Devante Smith-Pelly (37:40) Chris DeSousa (59:05) | Hershey Centre, Mississauga Zuschauer: 5.329 |

### Finale
| 29. Mai 2011 19:00 Uhr | Mississauga St. Michael’s Majors Riley Brace (34:41) | 1:3 (0:2, 1:0, 0:1) Spielbericht | Saint John Sea Dogs Simon Després (2:24) Zack Phillips (13:17) Jonathan Huberdeau (56:17) | Hershey Centre, Mississauga Zuschauer: 5.429 |

## Spieler

### Memorial-Cup-Sieger
| Memorial-Cup-Sieger Saint John Sea Dogs | Torhüter: Mathieu Corbeil-Thériault, Jacob DeSerres, Jacob Edwards Verteidiger: Nathan Beaulieu, Gabriel Bourret, Simon Després, Pierre Durepos, Kevin Gagné, Éric Gélinas, Spencer MacDonald, Jason Seed Angreifer: Steven Anthony, Alexandre Beauregard, Jason Cameron, Stanislaw Galijew, Danick Gauthier, Jonathan Huberdeau, Tomáš Jurčo, Aidan Kelly, Michael Kirkpatrick, Stephen MacAulay, Scott Oke, Devon Oliver-Dares, Zack Phillips, Ryan Tesink, Mike Thomas Cheftrainer: Gerard Gallant General Manager: Mike Kelly |

### Beste Scorer
Abkürzungen: GP = Spiele, G = Tore, A = Assists, Pts = Punkte, PIM = Strafminuten
| Spieler             | Team                             | GP | G | A | Pts | PIM |
| ------------------- | -------------------------------- | -- | - | - | --- | --- |
| Andrew Shaw         | Owen Sound Attack                | 4  | 2 | 5 | 7   | 16  |
| Matt Fraser         | Kootenay Ice                     | 5  | 4 | 2 | 6   | 2   |
| Jonathan Huberdeau  | Saint John Sea Dogs              | 4  | 3 | 3 | 6   | 4   |
| Cody Eakin          | Kootenay Ice                     | 5  | 3 | 3 | 6   | 4   |
| Devante Smith-Pelly | Mississauga St. Michael’s Majors | 5  | 3 | 3 | 6   | 4   |
| Max Reinhart        | Kootenay Ice                     | 5  | 1 | 5 | 6   | 2   |
| Tomáš Jurčo         | Saint John Sea Dogs              | 4  | 4 | 1 | 5   | 2   |
| Michael Kirkpatrick | Saint John Sea Dogs              | 3  | 1 | 4 | 5   | 4   |
| Mike Halmo          | Owen Sound Attack                | 4  | 1 | 4 | 5   | 6   |
| Zack Phillips       | Saint John Sea Dogs              | 4  | 1 | 4 | 5   | 0   |

### Beste Torhüter
Abkürzungen: GP = Spiele, W = Siege, L = Niederlagen, SA = Schüsse gehalten, GA = Gegentore, SO = Shutouts, GAA = Gegentorschnitt, Sv% = gehaltene Schüsse (in %), SO = Shutouts, TOI = Eiszeit (in Minuten)
| Spieler                   | Team                             | GP | W | L | SA  | GA | GAA  | Sv%  | SO | TOI    |
| ------------------------- | -------------------------------- | -- | - | - | --- | -- | ---- | ---- | -- | ------ |
| Jordan Binnington         | Owen Sound Attack                | 4  | 1 | 2 | 103 | 5  | 1,42 | 95,1 | 1  | 211:00 |
| Jacob DeSerres            | Saint John Sea Dogs              | 3  | 3 | 0 | 111 | 6  | 1,82 | 94,6 | 0  | 198:00 |
| J. P. Anderson            | Mississauga St. Michael’s Majors | 5  | 3 | 2 | 140 | 10 | 2,02 | 92,9 | 0  | 297:00 |
| Nathan Lieuwen            | Kootenay Ice                     | 5  | 2 | 3 | 146 | 16 | 3,18 | 89,0 | 0  | 302:00 |
| Mathieu Corbeil-Thériault | Saint John Sea Dogs              | 1  | 0 | 1 | 45  | 5  | 4,81 | 88,9 | 0  | 62:00  |

### Auszeichnungen

#### Spielertrophäen
| Auszeichnung                                           | Spieler            | Team                             |
| ------------------------------------------------------ | ------------------ | -------------------------------- |
| Stafford Smythe Memorial Trophy (Wertvollster Spieler) | Jonathan Huberdeau | Saint John Sea Dogs              |
| Ed Chynoweth Trophy (Bester Scorer)                    | Andrew Shaw        | Owen Sound Attack                |
| George Parsons Trophy (Fairster Spieler)               | Marc Cantin        | Mississauga St. Michael’s Majors |
| Hap Emms Memorial Trophy (Bester Torhüter)             | Jordan Binnington  | Owen Sound Attack                |

#### All-Star-Team
| Angriff:      | Andrew Shaw – Devante Smith-Pelly – Jonathan Huberdeau |
| Verteidigung: | Stuart Percy – Nathan Beaulieu                         |
| Tor:          | Jordan Binnington                                      |